# Alfons Karl Zwicker
Alfons Karl Zwicker (* 22. April 1952 in St. Gallen) ist ein Schweizer Komponist, Pianist und Maler.

## Leben
Alfons Karl Zwicker begann seine berufliche Laufbahn als Maler und Gestalter. Er schuf mehrere Bilder, die im Zeitraum von 1973 bis 1980 ausgestellt wurden. Zwicker studierte dann von 1976 bis 1981 Klavier bei Hadassa Schwimmer am Konservatorium Winterthur und von 1983 bis 1987 bei Werner Bärtschi in Zürich. Von 1984 bis 1988 absolvierte er ein Kompositionsstudium bei Rudolf Kelterborn an der Musik-Akademie der Stadt Basel.
Danach trat er zunächst als Interpret Neuer Musik in Erscheinung und war als Liedbegleiter tätig. Zur Förderung der zeitgenössischen Musik gründete er 1987 in St. Gallen das IGNM-Musikpodium Contrapunkt und leitete diese Konzertreihe bis 1993.
Ab 1990 war Zwicker kompositorisch tätig. Er besuchte 1993 in Luzern einen Meisterkurs bei Edisson Denissow und wurde im Jahr 2000 Mitglied der Komponistengruppe Groupe Lacroix. Mit dieser realisierte er ein Musikprojekt zu Paul Klee. Im Rahmen des Projekts Œuvres Suisses komponierte er für das Sinfonieorchester St. Gallen das Werk «Unter dem Grabhügel» für Saxophon und Orchester, welches mit dem Solisten Vincent Daoud (Saxophon) unter der Leitung von Otto Tausk im Februar 2015 in der Tonhalle St. Gallen uraufgeführt wurde.
Einen Aufbaustudiengang in Arts Management an der Universität Basel schloss er 2002 mit dem Master of Advanced Studies ab.

## Auszeichnungen
- 1989: Kulturförderungspreis der Stadt St. Gallen (für Beitrag zum Musikpodium Contrapunkt)[2]
- 1991: Internationaler Bodenseekulturförderungspreis (für kompositorisches Wirken)[2]
- 1993: Werkbeitrag des Kantonalen Amts für Kulturpflege St. Gallen (für Projekt Afrikanische Notizen)
- 1994: Werkbeitrag der Stiftung Pro Helvetia (für Orchester-Zyklus Vom Klang der Bilder)
- 1997: Werkbeitrag der Stiftung Pro Arte (für Oper Die Höllenmaschine)
- 2003: Kompositionsbeitrag Stiftung Pro Helvetia (für Oper Der Tod und das Mädchen)
- 2004: Förderbeitrag der Ernst von Siemens Musikstiftung (für Oper Der Tod und das Mädchen)
- 2007: Werkbeitrag der Stadt St. Gallen (für Ein weltliches Requiem)[5]
- 2012: Kulturpreis der Stadt St. Gallen – dotiert mit 20’000 Franken (für experimentelles Musiktheater und eindrückliche Bühneninszenierungen)[6]

## Werke (Auswahl)

### Bühnenwerke

#### Oper
- Die Höllenmaschine. Oper in 4 Akten nach Jean Cocteau. UA 1998 Theater St. Gallen
- Eine Scheidelinie wird weiter herausgezogen. Oper in einem Akt nach der szenischen Dichtung von Nelly Sachs. UA 2001 Theater St. Gallen
- Der Tod und das Mädchen. Oper in 6 Szenen. Libretto: Daniel Fuchs nach Ariel Dorfmans gleichnamigen Dramas. UA 4. Dezember 2010 Festspielhaus Hellerau

#### Bühnen-/Schauspielmusik
- Nachtduett (1989–1990). Zyklus mit Gedichten von Georg Trakl für Mezzosopran, Bass, Flöte, Cembalo, 4 Violinen, Viola, Violoncello und Kontrabass

### Vokalmusik
- Erfrorene Träume (1990–1992). Zyklus nach Gedichten von Josef Kopf für Mezzosopran und Ensemble
- Pilgerfahrt zu blauen Eisziegeln (1990–1993) für Bariton und Klavier. Text: Josef Kopf
- Tropfen auf Stein (1995). Zyklus nach Gedichten von Elisabeth Heck für Bariton, Flöte, Harfe, Klavier, Schlagzeug und Viola
- Die Welt braust (1996) für Bariton solo nach einem Brief von August Stramm
- Konstellation mit Mondtransit (1998–1999) für Sopran, Violine, Posaune, Violoncello, Klarinette und Klavier
- Erinnerung an Nelly Sachs (1999) für 2 Flöten, Cembalo und Frauenstimme
- Empathie (2001–2002) für Sopran, Violoncello und Tonband. Text: Else Lasker-Schüler
- Landschaft aus Schreien (2003) für Mezzosopran und Klavier. Text: Nelly Sachs
- Mirlitonnades (2007) für Mezzosopran und 6 Instrumente. Text: Samuel Beckett
- Dem heiligsten Stern über mir (2009) für Alt und Klavier

### Instrumentalmusik

#### Orchestermusik
- Begegnung mit dem Eis (1992–1993) für mittleres Orchester
- Vom Klang der Bilder (1987–1996). Zyklus für grosses Orchester und Klavier solo
- Sprachklang (2004) für solistisches Streichorchester
- L’été symmétric (Le jardin sous les eaux, Teil 2) (2009–2010) für grosses Orchester

#### Kammermusik
- Variationen für Violine solo (1988)
- Diskurs (1988) für Klavier und 2 Trommeln (1 Spieler)
- Rituale für Fada (1994) für Streichquartett
- Postludien (1995–1997) für Violine und Klavier
- Kosmogramm I (1998–1999) für Klavier solo
- Trauernd (2001). Klee-Klang für Oboe, Fagott, Viola und Gitarre
- Verständigung (2002). Erinnerungen aus dem Verlies für Ensemble
- Botschaften des Regens (2003) für Violoncello und Schlagzeug
- Monogramme (2004–2007). 8 Klavierstücke
- Secretum (2006–2007). 8 Stücke nach den Urzeichen des I Ging für Violoncello und Kontrabass
- Monstrosität (2009–2010) für Klavier zu 4 Händen
- Vom Klang der radikalen Architektur (2010). Zyklus für Klavier zu vier Händen
- Hommage à Jean Baudrillard (2010) für Ensemble

## Diskografie
- Vom Klang der Bilder (Musiques Suisses, 1998). Peter Waters (Klavier), Bohuslav Martinu Philharmonic Orchestra, Monica Buckland Hofstetter (Leitung)
- Erfrorene Träume (ASM, 1999). Eleanor James, Marc Fournel, Charly Baur, Priska Zaug, Ursula Oelke, Manuel Bärtsch, Juhani Palola, Beatrix Sieber, Leo Gschwend, Jean-Marc Chappuis, Raffael Bietenhader, Jürg Wyttenbach (Leitung)
- Rituale für Fada (Classic 2000). Arioso-Quartett St. Gallen
- Groupe Lacroix: 8 Pieces on Paul Klee (Creative Works Records, 2003). Ensemble Sortisatio
- Monogramme (Creative Works Records, 2008). Peter Waters (Klavier)
- Der Tod und das Mädchen (MGB, 2011). Frances Pappas (Mezzosopran), Andreas Scheibner (Bariton), Hans-Jürgen Schöpflin (Tenor), Chor und Sinfonieorchester St. Gallen, Jonathan Stockhammer (Leitung)